# Vlag van Rilland-Bath

Vlag van Rilland-Bath
(1962-1970)

De vlag van Rilland-Bath werd op 12 maart 1962 per raadsbesluit vastgesteld als officiële gemeentelijke vlag van de Zeeuwse gemeente Rilland-Bath. De beschrijving luidt: 
Linksschuin gedeeld in vier banen van wit, zwart, geel en blauw, waarvan de diagonaalverdeling zich verhoudt als 8:3:3:8, met in de broektop een vijfhoekige schans, waarvan het maaiveld de kleur van de baan heeft en de hoofdlijnen van het beloop groen zijn.
De kleuren en hoofdindeling van de vlag zijn ontleend aan het gemeentewapen. De witte en blauwe vlakken verwijzen naar de golven in het provinciewapen en de vlag van Zeeland. Deze worden doorsneden door twee lijnen die de weg- en spoorverbinding door de gemeente, over de Kreekrakdam, voorstellen. De schans verwijst naar het fort Bath.
Op 1 januari 1970 ging Rilland-Bath op in de gemeente Reimerswaal, waardoor de vlag als gemeentevlag kwam te vervallen. 

## Verwante afbeelding

Het wapen van Rilland-Bath

Aardenburg 
· Arnemuiden 
· Axel 
· Baarland 
· Biervliet 
· Biggekerke 
· Borssele 
· Breskens 
· Brouwershaven 
· Bruinisse 
· Burgh 
· Domburg 
· Dreischor 
· Driewegen 
· Duiveland 
· Ellewoutsdijk 
· 's-Gravenpolder 
· Groede 
· Haamstede 
· 's-Heer Abtskerke 
· 's-Heer Arendskerke 
· Hoedekenskerke 
· Hontenisse 
· IJzendijke 
· Kloetinge 
· Kortgene 
· Koudekerke 
· Krabbendijke 
· Kruiningen 
· Mariekerke 
· Meliskerke 
· Middenschouwen 
· Nieuw- en Sint Joosland 
· Nisse 
· Noordgouwe 
· Oostburg 
· Oostkapelle 
· Oud-Vossemeer 
· Oudelande 
· Ovezande 
· Poortvliet 
· Retranchement 
· Rilland-Bath 
· Ritthem 
· Sas van Gent 
· Scherpenisse 
· Schoondijke 
· Sint-Annaland 
· Sint Jansteen 
· Sint-Maartensdijk 
· Sint Philipsland 
· Sluis 
· Sluis-Aardenburg 
· Stavenisse 
· Valkenisse 
· Vogelwaarde 
· Waarde 
· Waterlandkerkje 
· Wemeldinge 
· Westdorpe 
· Westerschouwen 
· Westkapelle 
· Wissenkerke 
· Wolphaartsdijk 
· Zaamslag 
· Zierikzee 
· Zuiddorpe 
· Zuidzande